# Лох — победитель воды
«Лох — победитель воды» — художественный фильм, снятый в 1990 году режиссёром Аркадием Тигаем. Согласно авторской ремарке, в основу сюжета фильма положены мотивы «эпоса Шии». 
Музыку к фильму написал актёр, музыкант и композитор Сергей Курёхин, исполнивший в фильме главную роль.

## Сюжет

Павел испытывает изобретенное им оружие мести

Начало 1990-х. Павел Гореликов (Сергей Курёхин), простоватый интеллигентный малый, вместе с приятелем, инвалидом-афганцем Костей (Андрей Пономарёв), содержит компьютерный салон «Энергия» в Ленинграде. После того, как Павел отказывает в выплате очередной мзды рэкетирам (он попросту не может платить большую сумму), салон и сам Павел подвергается нападению. Случайно вернувшийся Костя дает отпор нападающим.
В тот же вечер неизвестные вламываются в квартиру Гореликова и избивают его. А наутро в разгромленном салоне находят мёртвым Костю. Понимая, что от милиции помощи не будет, Павел решает отомстить за смерть друга своими методами.
На этом фоне разгорается любовь Павла к встреченной им девушке (Лариса Бородина) — она работает в баре, который также терроризируют рэкетиры.

## В ролях
- Сергей Курёхин — Павел Гореликов
- Лариса Бородина — Валентина
- Владимир Ерёмин — босс мафии
- Олег Косавненко — бандит
- Александр Глазун — бандит
- Габриэль Воробьёв — любовник босса мафии
- Андрей Пономарёв — Костя
- Валентин Жиляев — продавец бронзы
- Андрей Краско — бандит, убитый разрядом
- Виктор Трегубович — кооператор
- Анатолий Журавлёв — бандит
- Вадим Жук — аукционист
- Мария Капнист — мафиозо
- Константин Черняев — бандит
- Елена Ефимова — испуганная девушка на палубе парохода
- Виктор Глущенко — эпизод

## Съёмочная группа
- Автор сценария: Аркадий Тигай
- Режиссёр: Аркадий Тигай
- Оператор: Юрий Векслер
- Художник: Михаил Суздалов
- Композитор: Сергей Курёхин
- Звукооператор: Алиакпер Гасан-Заде